# Boubiers
Boubiers település Franciaországban, Oise megyében. Lakosainak száma 385 fő (2022. január 1.). Boubiers Delincourt, Hadancourt-le-Haut-Clocher, Liancourt-Saint-Pierre, Lierville, Reilly és Serans községekkel határos.

## Népesség
A település népességének változása:
| Lakosok száma | 442  | 422  | 423  | 412  | 409  | 409  | 401  | 393  | 385  |
|               | 2013 | 2015 | 2016 | 2017 | 2018 | 2019 | 2020 | 2021 | 2022 |